# Kărpelevo
Kărpelevo (în bulgară Кърпелево) este un sat în comuna Strumeani, Regiunea Blagoevgrad, Bulgaria.

## Demografie
Componența etnică a satului Kărpelevo
     Bulgari (78,37%)
     Nicio identificare (21,62%)
     Altele (0%)
La recensământul din 2011, populația satului Kărpelevo era de 37 locuitori. Din punct de vedere etnic, majoritatea locuitorilor (78,37%) erau bulgari. Pentru 21,62% din locuitori nu este cunoscută apartenența etnică.